# Немачки крсташки рат
Немачки крсташки рат из 1096. је део Првог крсташког рата, у коме су крсташи нападали Јевреје у Немачкој. Деломично су нападали да би добили новац за крсташки рат, а деломично због мржње. Антисемитизам је био присутан вековима у Европи, али то је био први организовани погром. У понеким случајевима власти су покушале да заштите Јевреје. 

### Увод
Проповедање Првог крсташког рата потакло је пораст антисемитизма. Веровало се да хришћанско освајање Јерусалима и постављање хришћанског цара у Јерусалиму означава прилижавање краја света, а на крају света претпостављало се да ће Јевреји бити покрштени у хришћане. У деловима Француске и Немачке Јевреји су сматрани непријатељима као и Муслимани. Сматрали су их одговорним за распеће Христа. Осим тога ту су живели и били су видљиви, за разлику од удаљених муслимана. 
Многи су сматрали да није потребно путовати хиљадама километара да би се сукобили са неверницима, кад већ имају невернике код куће.

### Похлепа за јеврејским новцем
Осим тога крсташи су били мотивисани и похлепом и потребама за новцем, а Јевреји око Рајне су били доста богати. Како је хришћанима било верски забрањено да се баве позајмљивањем новца уз камату, једино Јеврејима је било дозвољено да позајмљују уз камату. На тај начин су Јевреји постали много богатији од својих суграђана.
Прво насиље према Јеврејима избија у Француској. Француски Јевреји су послали писмо Јеврејима око Рајне упозоравајућу их на опасност проласка крсташа. Рајнски Јевреји су сматрали да нема потребе да се плаше.

### Фолкмар и Готшалк
Инспирисани проповедањем крсташког рата, у пролеће 1096. стварају се бројне мале групе витезова и сељака у разним деловима Француске и Немачке. Крсташки рат свештеника Фолкмара против Јевреја почео је у Саксонији, напали су Јевреје у Магдебургу, а касније у Прагу. Фолкмарови крсташи су се расцепили пре него што су дошли до Угарске. 
Други свештеник Готшалк повео је крсташе из Рајнске области и Лорене према Угарској, успут нападајући Јевреје. Готшалкови углавном пијани крсташи су пљачкали по Угарској, па их је угарска војска напала и дотукла.

### Емихов покољ над Јеврејима У Мецу и Вормсу
Највећу војску крсташа против Јевреја предводио је гроф Емих. Кренуо је у рано лето 1096. са војском од 10.000 мушкараца, жена и деце.
Прошли су кроз Рајнску област према Мајни и онда до Дунава. Придружују му се и друге групе из Рајнске области, Лорене, Фландрије и чак Енглеске.
Цар Светог римског царства је био одсутан у северној Италији, али сазнавши Емихове намере, наређује да се заштите Јевреји. Након убиства Јевреја у Мецу у мају, бискуп Спејера даје Јеврејима уточиште. Бискуп из Вормса је исто тако покушао да заштити Јевреје, али крсташи упадају у бискупску резиденцију и убијају Јевреје 18. маја 1096.. Јевреји који не би пристали да буду покатоличени били би убијени.

### Емихов покољ над Јеврејима у Мајнцу
Брзо су се шириле вести о Емиховим крсташима, тако да им бискуп Рутард не дозвољава да уђу у Мајнц 25. маја. Бискуп Рутард је покушао да заштити Јевреје сакривајући их у својој слабо утврђеној палати, али Емихови крсташи улазе у палату 27. маја и убијају Јевреје. Могуће је да је и Рутард био умешан, јер је узео новац од Јевреја да би их заштитио, па је побегао. Мајнц је био место највећег насиља над Јеврејима. Хиљаде Јевреја је убијено у Мајнцу. 
Емих је стигао до Келна 29. маја, где је већина Јевреја већ побегла или су се сакривали по хришћанским кућама. У Келну су извукли много новца од Јевреја. После тога је наставио пут према Угарској. На путу им се придружују Баварци. У Угарској су имали проблема са угарским краљем Коломаном. Код Ниша су започели свађе са локалним становништвом, па су били потпуно поражени од стране нишког гарнизона византијске војске. Део се успео придружити главној крсташкој војсци.

### Каснији напади на Јевреје
Касније те исте године Готфрид Бујонски присиљава Јевреје у Мајнцу и Келну да исплате доста велику своту новца за његов крсташки поход. Овај пут није било крвопролића. После успеха Првог крсташког рата Јевреји у Светој Земљи су углавном били протерани и забрањено им да се врате у Јерусалим. У Јерусалиму су Јевреји били и убијани, али то није било систематског карактера.
Први крсташки рат иницирао је дугу традицију организованог насиља против Јевреја у Европи. Јеврејски новац је коришћен у Француској за финансирање Другог крсташког рата. Јевреји су нападани много пута, али много мање су страдали него те 1096. године. У Енглеској Трећи крсташки рат је био повод за истеривање Јевреја и заплену њихова новца. Током два крсташка рата пастира током 1251. и 1320. било је напада на Јевреје у Француској. Током 1320. Јевреји су убијани у Арагону.

### Јеврејске реакције
Вести о нападима су се рашириле брзо и дошле су до Јевреја у Јерусалиму много пре доласка крсташа. Иако су Јевреји убијани у Јерусалиму, није било систематског убијања, него се више радило о општем неселективном насиљу крсташа.
Јеврејске хронике приказују Јевреје из Мајнца и Келна као мученике, који су се свесно жртвовали богу. Суочени са избором или да пређу на римокатоличанство или да буду убијени, они су бирали смрт.